# Desmond Tutu
Desmond Mpilo Tutu (Klerksdorp, 7 oktober 1931 – Kaapstad, 26 december 2021) was een Zuid-Afrikaans geestelijke en mensenrechtenverdediger. Hij was de eerste zwarte aartsbisschop van de Anglicaanse Kerk in Kaapstad en ontving voor zijn inspanningen in de strijd tegen de apartheid op 16 oktober 1984 de Nobelprijs voor de Vrede. Hij was voorzitter van de Waarheids- en Verzoeningscommissie, die na de val van het apartheidsregime ernaar streefde de verschillende bevolkingsgroepen in vrede met elkaar te laten leven.

## Biografie
Tutu werd geboren in Klerksdorp in de Zuid-Afrikaanse provincie Transvaal. Hij stamt af van de Xhosa en de Tswana. Omdat hij een opleiding geneeskunde niet kon betalen koos hij in 1955 voor het leraarschap. Twee jaar later nam hij ontslag om een theologische opleiding te gaan volgen in Johannesburg. In 1961 werd hij tot priester gewijd van de Anglicaanse Kerk en vertrok hij naar Londen waar hij theologie studeerde aan King's College.
In 1978 werd Tutu secretaris-generaal van de South African Council of Churches (SACC) en kreeg hij bekendheid als woordvoerder van Zwarte Zuid-Afrikanen, wier burgerrechten door de blanke apartheidsregering onderdrukt werden. Hij legde de nadruk op geweldloos protest en buitenlandse druk via een economische boycot. In 1983 werd hij door Paus Johannes Paulus II in audiëntie ontvangen in het Pauselijk Paleis. In 1984 won hij de Nobelprijs voor de Vrede. Twee jaar later werd hij de eerste zwarte aartsbisschop van Kaapstad. In 1985 redde hij het leven van een man die op het punt stond gelyncht te worden door een menigte.

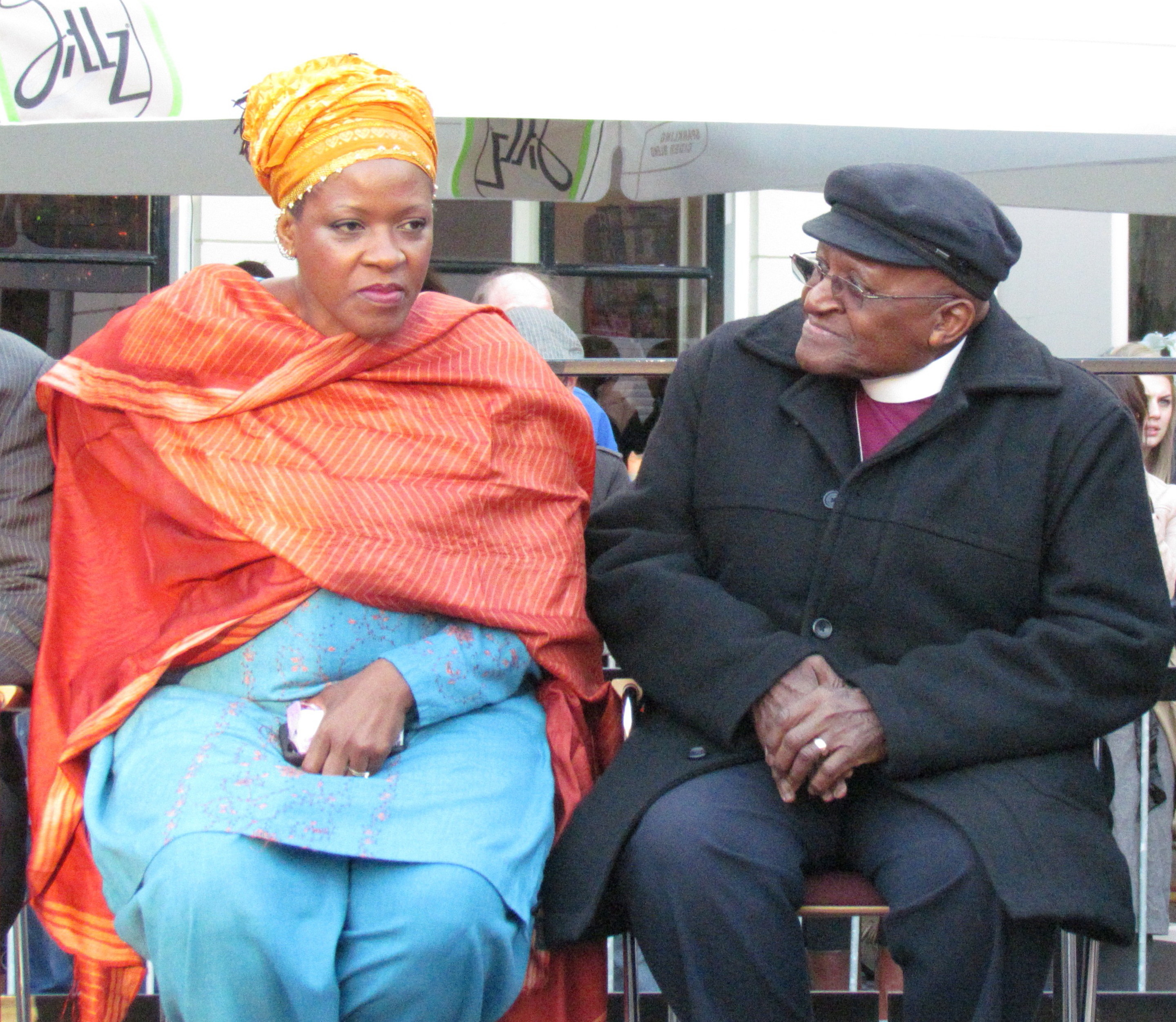
Tutu met zijn dochter Mpho Andrea in Nederland, 2012

Na de vrijlating van Nelson Mandela in 1990 en de daaropvolgende democratisering van Zuid-Afrika poneerde Tutu het concept van de regenboognatie, waarin de vele volken van Zuid-Afrika in vrede zouden samenleven. In 1994 werd Mandela tot president verkozen en een jaar later benoemde hij Tutu tot hoofd van de Waarheids- en Verzoeningscommissie, waarin de mensenrechtenschendingen in apartheidstijd naar voren werden gebracht. In 1996 trad Tutu af als aartsbisschop van Kaapstad.
In 2007 was hij co-stichter van The Elders, een raad van oud-wereldleiders met het doel om wereldwijde problemen op te lossen.
In 2010 maakte Tutu bekend zich terug te trekken uit het openbare leven om het rustiger aan te doen. Desondanks was Tutu in september 2012 op bezoek in Nederland. Hij bezocht onder andere Deventer, Culemborg, Enschede, Groningen en Den Haag. Op 19 september reikte Tutu de Internationale Kindervredesprijs in de Ridderzaal in Den Haag uit. Op 2 november 2013 sprak hij tijdens de herdenkingsdienst voor prins Friso in Delft.
Hij bleef op de achtergrond ook diverse doelen steunen, waaronder Oxfam Novib. Zijn ambassadeurschap daarvan trok hij in februari 2018 echter in, nadat naar buiten was gekomen dat medewerkers van de organisatie mee hadden gedaan aan zogeheten seksfeesten in Haïti.
Op 26 december 2021 overleed Tutu op 90-jarige leeftijd. Hij wenste een eenvoudige en sobere afscheidsceremonie die hij kreeg op 1 januari 2022 in de St-George kathedraal van Kaapstad. Hij werd er geopenbaard in een eenvoudige grenenhouten kist met handgrepen uit koord. Ook verkoos hij resomatie (watercrematie) omdat het milieuvriendelijker is dan crematie.

## Standpunten

### ANC en Mandela
Tutu gaf jarenlang steun aan het Afrikaans Nationaal Congres (ANC) en Nelson Mandela, maar werd steeds kritischer naarmate het ANC grotere regeringsmacht kreeg. In mei 2013 maakte hij bekend niet meer voor het ANC te stemmen in verband met "ongelijkheid, geweld en corruptie" en in juni sprak hij zijn steun uit voor de nieuwe partij Agang. Voorafgaand aan de Zuid-Afrikaanse parlementsverkiezingen in 2014 riep hij het Zuid-Afrikaanse volk op om na te denken en niet als stemvee voor het ANC te dienen.
Tutu noemde Nelson Mandela na zijn dood "een kolos van onberispelijke moraliteit en integriteit, de meest bewonderde persoon ter wereld", maar bekritiseerde hem ook om zijn hardnekkige loyaliteit ten aanzien van zijn kameraden en partijgenoten en zijn gebrekkige aandacht voor de aidsepidemie.

### Zimbabwe
Tutu bekritiseerde de mensenrechtenschendingen in Zimbabwe en noemde de Zimbabwaanse president Robert Mugabe een karikatuur van een Afrikaanse dictator. Ook had hij kritiek op het beleid van stille diplomatie van de Zuid-Afrikaanse regering in deze kwestie.

### Israël
Tutu beschuldigde Israël van apartheidspolitiek tegenover de Palestijnen, dat hij vergeleek met de behandeling van zwarten in het oude Zuid-Afrika.
In november 2006 was Tutu opgedragen om voor de Verenigde Naties een onderzoek in te stellen naar de Israëlische bombardementen op Beit Hanoun, waarbij 19 burgers, van wie de meesten van één familie, waren gedood. Israël weigerde mee te werken en verleende geen toegang aan de commissie.  In mei 2007 deed Israël weer een inval bij Beit Hanoun met tanks en luchtaanvallen waarbij, volgens een legerwoordvoerder, een persoon werd gedood. Pas in 2008 kon Tutu een rapport uitbrengen waarin hij zei dat de Israëlische autoriteiten, inclusief de militaire, nog een verifieerbare verklaring dienden te overleggen, en een onafhankelijk, onpartijdig en transparant onderzoek te leiden. Hij zei dat een geheim militair onderzoek naar het incident onacceptabel was, zowel uit juridisch als moreel oogpunt: "Faced with this absence of a well founded explanation from the Israeli Military – who is in sole possession of the relevant facts; the mission has to conclude that there is a possibility that the shelling of Beit Hanoun constituted a war crime."   
Tijdens het Conflict in de Gazastrook 2014, riep hij de bevolking van Israël op om zichzelf te bevrijden door de Palestijnen te  bevrijden, daarbij ook woorden van Nelson Mandela aanhalend. Hij verdedigt de keuze die de Palestijnse BDS-beweging maakt.

### Tibet
Tutu was een vriend en bondgenoot van de dalai lama Tenzin Gyatso en steunde een onafhankelijk Tibet. Hij hekelde de beslissing van de Zuid-Afrikaanse regering om de dalai lama geen visum te verstrekken, met het oog op de goede betrekkingen met handelspartner China. Hierdoor kon de dalai lama in 2011 Tutu's 80e verjaardag niet bijwonen en in 2014 niet aanwezig zijn bij een bijeenkomst van Nobelprijswinnaars in Kaapstad.

### Irakoorlog
In 2012 zei Tutu dat de voormalige Amerikaanse president George W. Bush en Britse premier Tony Blair voor hun rol in de Irakoorlog berecht moesten worden door het Internationaal Strafhof. Hij beschuldigde Bush en Blair van het vertellen van leugens over de aanwezigheid van massavernietigingswapens in Irak, wat gebruikt werd als aanleiding voor de inval.

### Homoseksualiteit
Tutu heeft zich ingezet voor homorechten en bekritiseerde de Anglicaanse Kerk over de daar heersende negatieve opvattingen betreffende homoseksuele relaties. Hij zei dat "als God, zoals ze zeggen, homofoob is, zou ik die God niet aanbidden."

## Persoonlijk
In 2015 trouwde zijn dochter Mpho met de Nederlandse hoogleraar kindergeneeskunde (VUmc) Marceline van Furth, en moest zij daarvoor haar priesterambt in de Anglicaanse Kerk opgeven. Vanaf 2022 zal Mpho Tutu voor één dag per week worden aangesteld als predikant bij remonstrantse gemeente Vrijburg te Amsterdam-Zuid. Ruim honderd gemeenteleden, kerkvertegenwoordigers en vrienden woonden de inauguratie door Joost Röselaers bij, waaronder Boris Dittrich.

## Overig werk
Tutu was de oprichter van de Desmond Tutu HIV Foundation, dat zich inzet voor het voorkomen en behandelen van hiv en aids. Lichtvoetiger was zijn positie als beschermheer van de Nationale Braaidag op Erfenisdag in Zuid-Afrika.
In september 2010 verscheen er bij Uitgeverij Benjamin de kinderbijbel Kinderen van God van Desmond Tutu, onder meer met medewerking van de Nederlandse illustrator Marijke ten Cate. Deze kinderbijbel verscheen in 14 talen - met een eerste oplage van 150.000 exemplaren.

## Prijzen en onderscheidingen
Naast de Nobelprijs voor de Vrede in 1984 ontving Tutu in 2006 de Light of Truth Award; in augustus 2009 ontving hij van president Barack Obama de Presidential Medal of Freedom.
Hij was drager van de Orde van Verdienste van Zuid-Afrika.
In 1998 ontving hij de Four Freedoms Award voor godsdienstvrijheid.
Op 24 september 2012 ontving Tutu een eredoctoraat van de Rijksuniversiteit Groningen. Bij zijn, naar eigen zeggen, laatste bezoek aan Nederland werd hij tevens benoemd tot Commandeur in de Orde van Oranje-Nassau en erelid van FC Twente.
In december 2012 ontving hij van de UNESCO de Bilbao-prijs voor de Bevordering van een Cultuur van Mensenrechten voor zijn rol in de strijd voor een non-raciaal Zuid-Afrika en in de Zuid-Afrikaanse Waarheids- en Verzoeningscommissie.
Op 22 mei 2013 ontving Tutu in Londen de Templetonprijs.
1901: Dunant, Passy ·
1902: Ducommun, Gobat ·
1903: Cremer ·
1904: Institut de Droit International ·
1905: Von Suttner ·
1906: Roosevelt ·
1907: Moneta, Renault ·
1908: Arnoldson, Bajer ·
1909: Beernaert, Balluet d'Estournelles de Constant ·
1910: IPB ·
1911: Asser, Fried ·
1912: Root ·
1913: La Fontaine ·
1917: ICRC ·
1919: Wilson ·
1920: Bourgeois ·
1921: Branting, Lange ·
1922: Nansen ·
1925: Chamberlain, Dawes ·
1926: Briand, Stresemann ·
1927: Buisson, Quidde ·
1929: Kellogg ·
1930: Söderblom ·
1931: Addams, Butler ·
1933: Angell ·
1934: Henderson ·
1935: Von Ossietzky ·
1936: Lamas ·
1937: Cecil ·
1938: Office international Nansen pour les réfugiés ·
1944: ICRC ·
1945: Hull ·
1946: Balch, Mott ·
1947: Friends Service Council, American Friends Service Committee ·
1949: Orr ·
1950: Bunche ·
1951: Jouhaux ·
1952: Schweitzer ·
1953: Marshall ·
1954: Hoog Commissariaat voor de Vluchtelingen (UNHCR) ·
1957: Pearson ·
1958: Pire ·
1959: Noel-Baker ·
1960: Luthuli ·
1961: Hammarskjöld ·
1962: Pauling ·
1963: ICRC, IFRC ·
1964: King ·
1965: UNICEF ·
1968: Cassin ·
1969: Internationale Arbeidsorganisatie ·
1970: Borlaug ·
1971: Brandt ·
1973: Kissinger, Lê Đức Thọ ·
1974: MacBride, Satō ·
1975: Sacharov ·
1976: Williams, Corrigan ·
1977: Amnesty International ·
1978: Sadat, Begin ·
1979: Moeder Teresa ·
1980: Esquivel ·
1981: Hoog Commissariaat voor de Vluchtelingen (UNHCR) ·
1982: Myrdal, Robles ·
1983: Wałęsa ·
1984: Tutu ·
1985: IPPNW ·
1986: Wiesel ·
1987: Arias ·
1988: VN-vredesmacht ·
1989: Gyatso ·
1990: Gorbatsjov ·
1991: Suu Kyi ·
1992: Menchú ·
1993: Mandela, De Klerk ·
1994: Arafat, Peres, Rabin ·
1995: Rotblat, Pugwash Conferences on Science and World Affairs ·
1996: Ximenes Belo, Ramos-Horta ·
1997: ICBL, Williams ·
1998: Hume, Trimble ·
1999: AzG ·
2000: Dae-jung ·
2001: VN, Annan ·
2002: Carter ·
2003: Ebadi ·
2004: Maathai ·
2005: IAEA, El-Baradei ·
2006: Grameen Bank, Yunus ·
2007: Gore, IPCC ·
2008: Ahtisaari ·
2009: Obama ·
2010: Liu ·
2011: Johnson Sirleaf, Gbowee, Karman ·
2012: Europese Unie ·
2013: OPCW ·
2014: Satyarthi, Yousafzai ·
2015: Kwartet voor Nationale Dialoog in Tunesië ·
2016: Santos ·
2017: ICAN ·
2018: Mukwege, Murad Basee ·
2019: Ahmed ·
2020: Wereldvoedselprogramma ·
2021: Ressa, Moeratov ·
2022: Bjaljazki, Memorial, Centrum voor Burgerlijke Vrijheden ·
2023: Mohammadi ·
2024: Nihon Hidankyo
- Bibsys: 90151256
- Biblioteca Nacional de Chile: 000783641
- Biblioteca Nacional de España: XX5286457
- Bibliothèque nationale de France: cb120177875 (data)
- Catàleg d'autoritats de noms i títols de Catalunya: 981058514909006706
- CiNii: DA0035938X
- Gemeinsame Normdatei: 118643029
- International Standard Name Identifier: 0000 0001 0864 4191
- Library of Congress Control Number: n82054447
- Nationale Bibliotheek van Letland: 000253031
- MusicBrainz: 7999bead-7233-4f0b-830f-c4ef13382288
- National Archives and Records Administration: 10567897
- Bibliotheek van het Japanse parlement: 00459299
- Nationale Bibliotheek van Tsjechië: jn20010601944
- Nationale bibliotheek van Australië: 36518867
- Nationale Bibliotheek van Israël: 987007297744605171
- Nationale Bibliotheek van Polen: a0000001717567
- Nationale en Universitaire bibliotheek Zagreb: 000159013
- Nederlandse Thesaurus van Auteursnamen: 071513639
- Istituto Centrale per il Catalogo Unico: VIAV086123
- LIBRIS: 251889
- SNAC: w648530z
- Système universitaire de documentation: 028316940
- Trove: 1268868
- Virtual International Authority File: 4942398
- WorldCat: E39PBJrGxvQVfG4QtCvGv9VKVC